# Momisofalsus
Momisofalsus is een kevergeslacht uit de familie van de boktorren (Cerambycidae). De wetenschappelijke naam van het geslacht werd voor het eerst geldig gepubliceerd in 1950 door Pic.

## Soorten
Momisofalsus is monotypisch en omvat slechts de volgende soort:
- Momisofalsus clermonti Pic, 1950